# 일본의 우편번호

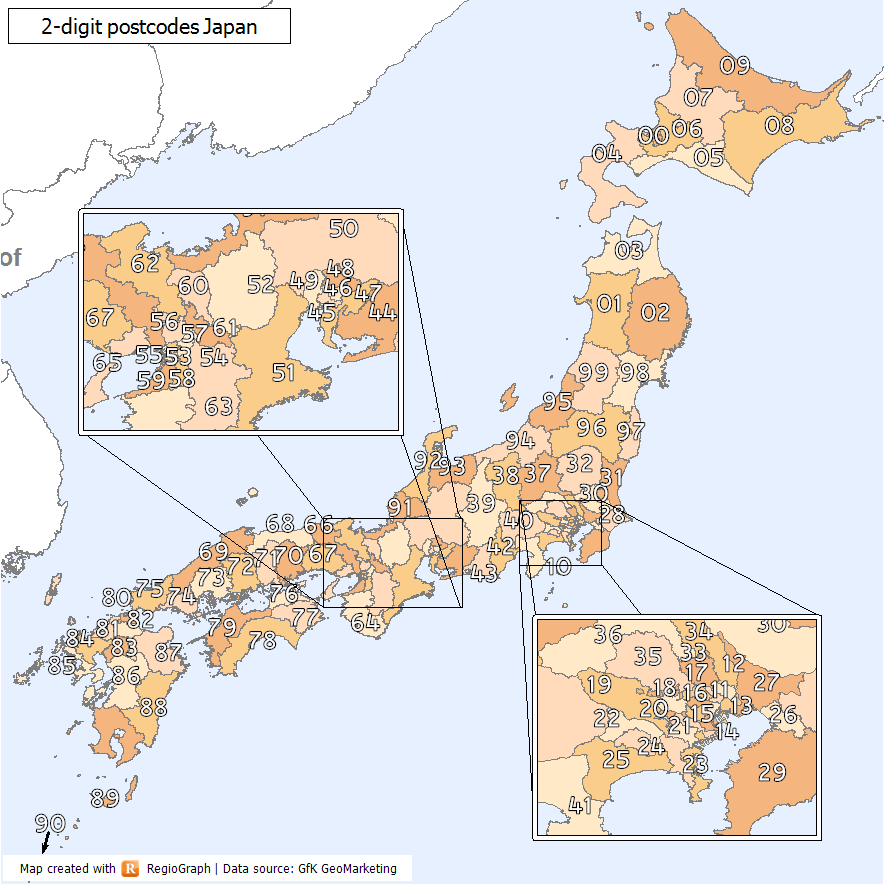
도도부현별 지역번호.

일본의 우편번호(일본어: 日本の郵便番号 니혼노 유빈반고[*])는 자동판독구분기의 채용 등으로 우편사업의 자동화를 추진하는 과정에서 1968년 7월 1일 도입되었다. 이 번호는 집배사무를 실행하는 우편국마다 할당되는 것이다.

## 번호를 부여하는 방법
1968년 당시 수송수단의 중심인 철도노선망을 이용한 철도우편수송의 노선・경로의 역(駅) 순서에 연동시켜 지역번호를 부여했다.
앞 2자리를 지역번호로 사용하며, 원칙적으로 1개 도도부현마다 1개 지역번호를 할당했다. 우편물이 가장 많은 도쿄도에 1로 시작되는 10〜19를 할당했다. 이후 동경-모지선을 따라 동에서 서 순서로 관동(21〜27), 고신(38〜40), 동해(41〜50), 근기(51〜67), 츄코쿠(68〜75), 시코쿠(76〜79), 규슈(80〜89) 순서대로 지역번호를 부여해서 서쪽 끝의 가고시마현에 89번을 부여했다. 호쿠리쿠(91〜95)와 동북(96〜99・01〜03)에 대해서는 후쿠이현에 91을 부여하고 오사카-아오모리선을 따라 남에서 북으로 번호를 부여했다. 마지막으로 북해도에 04～09를 부여했다.
이 중, 물동량이 많은 가나가와현・지바현・사이타마현・나가노현・시즈오카현・아이치현・교토부・오사카부・효고현・오카야마현・히로시마현・야마구치현・후쿠오카현・니이가타현・후쿠시마현 각 부현에서는 복수의 지역번호를 붙여 3자리수 번호를 쓰는 우편국들이 생겨났다.
이후 각 지역 중심국에 0을 부여하고, 1〜8을 다음 기준에 따라 우편선로의 하행 순서로 부여했다. 일부 지역에서는 대규모국이 0과 1을 모두 사용하는 경우도 있었다(예: 교토중앙우편국이 600과 601을 모두 사용).
- 보통통상 배달물량이 일당 6,000통 이상
- 배달 및 이월 우편물을 합쳐서 6,000 통 이상
- 배달물량이 4,000 통 이상
- 배달 및 이월 우편물을 합쳐서 4,000 통 이상
- 그 밖의 집배보통국